# Han Nolan
Han Nolan (Birmingham, 25 agosto 1956) è una scrittrice statunitense di libri per ragazzi.

## Biografia
Nata Helen Harris Walker nel 1956 a Birmingham, in Alabama, durante la sua giovinezza si è trasferita di frequente con la famiglia.
Interessatasi al ballo da adolescente, ha ottenuto un B.A. in educazione alla danza all'Università della Carolina del Nord a Greensboro nel 1979 e un M.A. in danza all'Università statale dell'Ohio nel 1981.
Dopo aver insegnato alcuni anni, si è dedicata alla scrittura a partire dall'esordio nel 1994 con If I Should Die Before I Wake pubblicando 10 romanzi destinati ad un pubblico young-adult.
Nel 1997 Danzando sull'abisso ha ricevuto il prestigioso National Book Award per la letteratura per ragazzi.

## Opere principali

### Romanzi
- If I Should Die Before I Wake (1994)
- Send Me Down A Miracle (1996)
- Danzando sull'abisso (Dancing on the Edge, 1997), Milano, Salani, 1999 traduzione di Maria Rosa Zannini ISBN 88-7782-771-8.
- A Face in Every Window (1999)
- Born Blue (2000)
- When We Were Saints (2003)
- A Summer of Kings (2006)
- Crazy (2010)
- Pregnant Pause (2011)
- Some Mistakes are Forever (2017)

## Premi e riconoscimenti
- National Book Award per la letteratura per ragazzi: 1996 finalista con Send Me Down a Miracle e 1997 vincitrice con Danzando sull'abisso
- Alabama Author Award: 1999 vincitrice con Send Me Down A Miracle e 2001 con A Face in Every Window